# Geometric dilution of precision

Geometric dilution of precision (GDOP), ou Dilution of precision (DOP), sont des termes anglophones utilisés pour spécifier l'effet multiplicatif de la géométrie satellite sur la précision d'un système de positionnement par satellites.
Un tel système (comme le GPS, Galileo, ou GLONASS) s'appuie, pour déterminer une position sur terre, sur un principe de trilatération en regroupant les résultats de plusieurs satellites. En général, quatre (trois pour les dimensions et un pour le temps) satellites suffisent pour déterminer une position par ce système. Toutefois, ces calculs peuvent être entachés d'incertitude, la position des satellites au moment des mesures ayant une influence déterminante sur la qualité du positionnement, surtout en cas de mesures dynamiques ou cinématiques (temps d'observation de quelques secondes). Il existe donc des critères qui permettent de vérifier ou corriger la précision du triplet {\displaystyle (x,y,z)} déterminé grâce aux satellites. Ainsi, le GDOP (ou encore « coefficient d'affaiblissement de la précision ») est un de ces critères de qualité. Il permet de savoir si une position évaluée au sol est fiable ou non. En effet, c'est un coefficient qui vérifie si les satellites concernés dans cette détermination de position au sol sont suffisamment éloignés entre eux, car des satellites trop proches calculeraient une position trop imprécise. Cet indicateur s'avère alors instructif et fiable sur la qualité de la précision calculée par le système de positionnement par satellites. C'est un renseignement essentiel.

## Qu'est ce que le GDOP?

### Principes de calculs
Ainsi le GDOP est un indicateur sur le positionnement des satellites. Il est possible de considérer qu'il est proportionnel à l’inverse du volume du polyèdre formé par l’utilisateur et les satellites en visibilité (plus le volume sera important, plus le GDOP sera faible). Il se décompose en réalité en trois indicateurs, VDOP, HDOP, et TDOP, qui traduisent respectivement la qualité du positionnement vertical, horizontal et l’influence de la synchronisation des satellites sur la mesure. 

### Exemples et signification
Un bon coefficient GDOP, dans le sens où il indique une mesure plutôt fiable, est proche de 1. Plus la valeur du coefficient est élevée, moins la mesure est précise : 1 est donc la valeur optimale, une valeur comprise entre 2 et 3 est excellente, entre 5 et 6 la mesure est considérée comme bonne, au-delà de 8 la mesure n'est plus considérée comme acceptable, la position des satellites étant trop défavorable. 
Premier exemple : les satellites sont bien répartis dans le ciel, ils sont éloignés entre eux. Le facteur GDOP sera donc bon, à savoir proche de 1. 

Second cas : les satellites sont très proches, mal répartis. La mesure est donc peu fiable, on obtiendra un GDOP élevé, supérieur à 8. En pratique, il est donc utile pour le récepteur de calculer ce facteur. Dans le cas où un nombre suffisant de satellites sont visibles, le récepteur peut donc choisir de rajouter ou d'enlever des satellites pour la mesure, en prenant la configuration où le facteur GDOP est le meilleur. 

## Intérêt simplifié et limite du facteur GDOP
Un autre aspect pratique du GDOP, et également le plus simple, est qu'il suffit de multiplier le coefficient GDOP obtenu après calcul avec l'erreur « théorique » (compte tenu des erreurs inhérentes au système GPS) pour obtenir une estimation de l'erreur réelle sur la position.
Erreur globale de position = (GDOP) x (erreur théorique)
Cependant, même si cette mesure est pratique pour déterminer si la mesure est d'une précision acceptable ou non, d'autres paramètres restent à prendre en compte. Les satellites peuvent être très bien placés, sans que pour autant une mesure puisse être effectuée, notamment pour des questions de reliefs et/ou obstacles entre le satellite et le récepteur (interférences et réflexions du signal par exemple).